# Marchesato di Bodonitsa

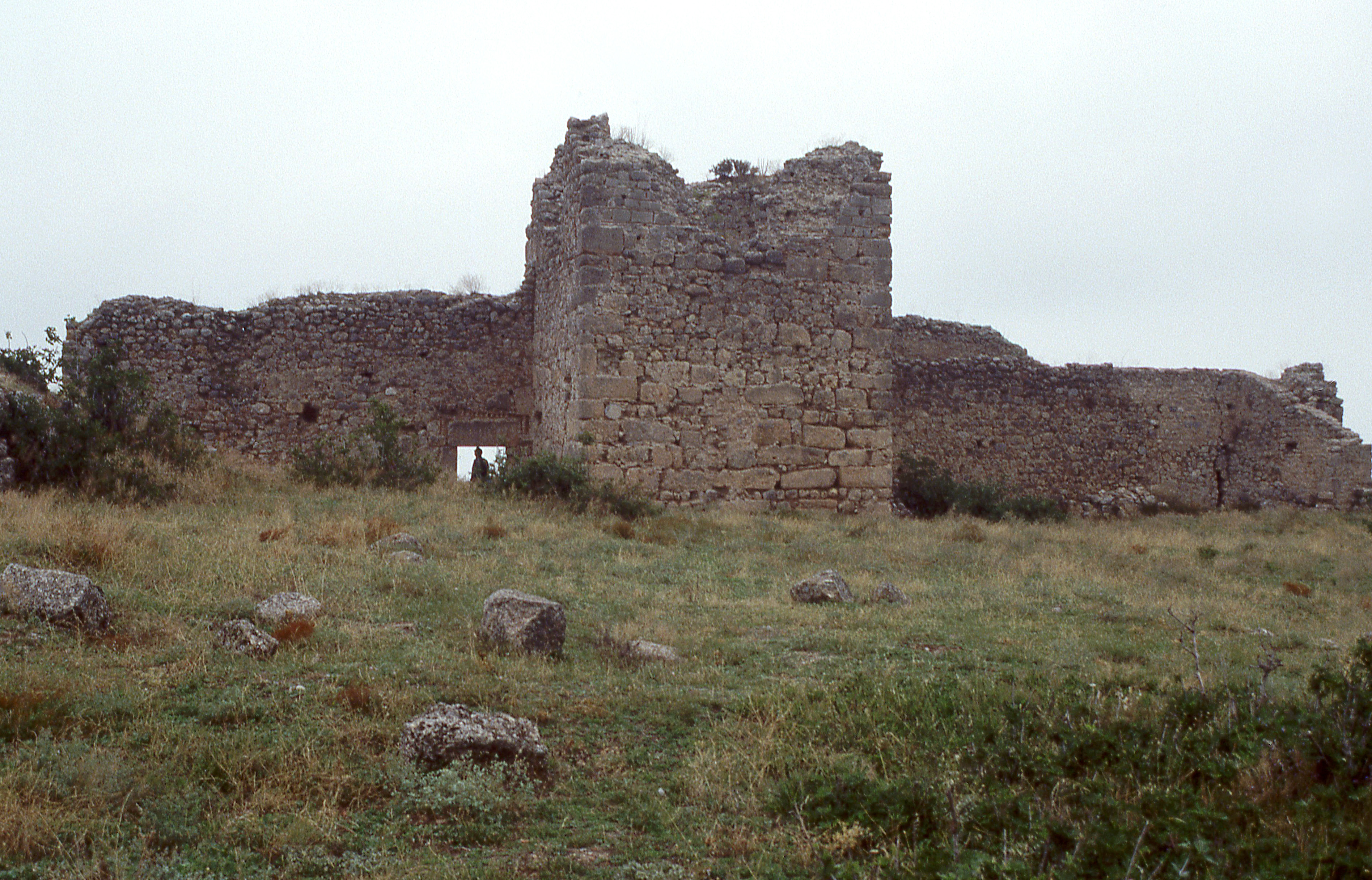
Rovine della fortezza di Bodonitsa.

Il marchesato di Bodonitsa, o marchesato di Bodonitza, è uno Stato scomparso esistito in Grecia dal 1204 al 1414, basato a Bodonitsa, oggi Mendenitsa, nella Ftiotide.
Aveva sede nel castello costruito nel 1204 da Guido Pallavicini in posizione strategica, dominante il passo delle Termopili, per proteggere i propri domini ottenuti da Bonifacio I del Monferrato, divenuto Re della Tessalonica nella spartizione dei territori dell'Impero d'Oriente dopo la Quarta crociata e la presa di Costantinopoli.
Morto Bonifacio, il castello diventa vassallo dei Villehardouin, Principi dell’Acaia. Nel 1334 Guglielma Pallavicini, chiamata la “Signora delle Termopili”, ultima marchesa di Bodonitsa, figliastra di Andrea Corner (barone di Scarpanto e co-marchese di Bodonitsa per matrimonio con Maria Dalle Carceri, vedova di Alberto Pallavicini) e moglie del genovese Bartolomeo Zaccaria dei signori di Chio, dopo la morte del marito e del patrigno, divenuta unica signora del castello, per non perdere i suoi privilegi cerca la protezione della Repubblica di Venezia chiedendo un marito: Venezia le invia Niccolò I Zorzi, che arriva nel 1335. 
I marchesi continuano ad essere vassalli del Ducato catalano di Atene, a cui pagano un tributo annuo di quattro destrieri, ma di fatto sono sotto l’influenza veneziana, il che permette anche di sedare una disputa con la Serenissima sul possesso del castello di Larmena. Purtroppo i rapporti tra i due si guastano presto: ne nasce una tremenda bagarre diplomatica che coinvolge Venezia, i Duchi catalani, il Bailo di Negroponte, la regina Giovanna I di Napoli e Umberto II del Viennois. Nonostante gli illustri pacieri la lite tra i due non si compone e Niccolò, contro cui Guglielma ha aizzato il popolo, deve fuggire a Venezia, dove viene risarcito grazie al sequestro del danaro depositato in una banca veneziana dalla marchesa per la figlia Marulla. Niccolò morirà nel 1354, lasciando il potere al figlio Francesco. Guglielma lo seguirà nella tomba quattro anni più tardi. Il marchesato, dopo Francesco, passerà di seguito agli altri due figli di Niccolò, Giacomo e Niccolò III.
L'invasione ottomana del 1414 e la cattura del castello il 20 giugno porranno fine al marchesato di Bodonitsa.

## Marchesi di Bodonitza

### Pallavicino
- 1204 - 1237 Guido Pallavicini
- 1237 - 1278 Ubertino Pallavicini, figlio di Guido
- 1278 - 1286 Isabella Pallavicini, figlia di Guido
  - 1278 - 1286 Anthony le Flamenc, marito di Isabella
- 1286 - 1300 ca. Tommaso Pallavicini, nipote di Guido
- ???? - 1311 Alberto Pallavicini, figlio di Tommaso
  - 1311 - 1323 Maria Dalle Carceri, moglie di Alberto
  - 1312 - 1323 Andrea Cornaro, secondo marito di Maria Dalle Carceri
- 1311 - 1358 Guglielma Pallavicini, sorella di Alberto
  - 1327 - 1334 Bartolomeo Zaccaria, primo marito di Guglielma

### Zorzi
- 1335 - 1345 Niccolò I Zorzi, secondo marito di Guglielma
- 1345 - 1388 Francesco Zorzi
- 1388 - 1410 Giacomo Zorzi
- 1410 - 1411 Niccolò II Zorzi
- 1411 - 1414 Niccolò III Zorzi